# Письмо черокі
Письмо черокі — оригінальна силабічна система писемності народу черокі розроблена однією людиною — Секвоєю. Система письма примітна тим, що її розробник не міг читати жодною мовою. Секвоя спочатку експериментував з логограмами і згодом прийшов до силабічного запису. Кожен символ представляє один склад, а не окрему фонему. Для письма використовуються 85 (у першому варіанті 86) символів, які часто нагадують арабські цифри, латинські та грецькі літери, але читаються зовсім інакше.